# Baby Olds
Der Baby Olds Modell 42 war ein PKW der unteren Mittelklasse, der 1914 von Oldsmobile, einer Marke von General Motors, herausgebracht wurde, um erneut in den Markt für Kleinfahrzeuge einzusteigen, den man 1908 mit der Aufgabe des Curved Dash vernachlässigt hatte.
Die Wagen hatten einen seitengesteuerten Vierzylinder-Reihenmotor mit 3.156 cm³ Hubraum, der eine Leistung von 20 bhp (15 kW) abgab, die über eine Metallkonuskupplung, ein Dreiganggetriebe mit Mittelschaltung und eine Kardanwelle an die Hinterräder weitergeleitet wurde. Alle vier Räder waren mit Holzspeichen versehen und die Hinterräder mechanisch gebremst.
Die Wagen waren ausschließlich als 4-türige Tourenwagen erhältlich.
1915 wurden die Fahrzeuge weitergefertigt. Zum Tourenwagen wurde nun auch ein 2-türiger Roadster angeboten. Der Motor war auf 3.182 cm³ aufgebohrt worden und leistete nun 30 bhp (22 kW).
1914 waren 500 Fahrzeuge dieses Typs entstanden, 1915 waren es 1.319 Stück. Noch im Laufe des Modelljahrs 1915 wurde die Produktion auf den Nachfolger Four umgestellt.